# Orectolobus reticulatus
Orectolobus reticulatus är en hajart som beskrevs av Last, Pogonoski och White 2008. Orectolobus reticulatus ingår i släktet Orectolobus och familjen Orectolobidae. IUCN kategoriserar arten globalt som otillräckligt studerad. Inga underarter finns listade i Catalogue of Life.